# Christina Threuter
Christina Threuter (* 9. Februar 1961 in Ludwigshafen am Rhein) ist eine deutsche Kunsthistorikerin. Sie ist Professorin für Kunst-, Design- und Kulturgeschichte an der Hochschule Trier im Fachbereich Gestaltung. Zu ihren Forschungsschwerpunkten gehören die Visuelle und Materielle Kultur vom 19. bis zum 21. Jahrhundert mit dem Fokus auf Mode, Körper und Geschlecht, Raum und Architektur, Erinnerung und Gedächtnis, Dinggebrauch und Dingkultur, Kolonialismus und Postkolonialismus, Gefühl und Emotion.

## Werdegang
Christina Threuter studierte Kunstgeschichte, Ethnologie und Pädagogik an der Johannes Gutenberg-Universität Mainz, wo sie 1993 mit einer Forschungsarbeit über den Architekten Hans Scharoun promoviert wurde. Gefördert wurde diese Promotion durch ein Graduiertenstipendium des Landes Rheinland-Pfalz.
Von 1995 bis 2001 war sie wissenschaftliche Mitarbeiterin im Fach Kunstgeschichte, wo sie sich 2006 mit einer Forschungsarbeit über Künstlerinnenhäuser der Moderne habilitierte.
In dieser Zeit und den darauffolgenden Jahren war sie u. a. Wissenschaftliche Mitarbeiterin und Kuratorin von kunst- und kulturwissenschaftlichen Ausstellungen (Auswahl): Internat. Kunstprojekt „Erinnerungsraum: Westwall“, Träger des Projektes: Netzwerk der Naturparke / Naturpark Nordeifel e.V. 2011// Konstantin der Große, Europäische Kulturhauptstadt Luxembourg und Großregion, Landesausstellung Rheinland-Pfalz, Trier 2007// „Erinnerungsräume: Architekturen des Krieges in Trier und in der Großregion“: Projektträger: FH Trier. Multidisziplinäres Projekt im Rahmen „Luxemburg und die Großregion. Europäische Kulturhauptstadt 2007“// Lubaina Himid, Maud Sulter „Word Not Found“, Galerie Palais Walderdorff, Gesellschaft für bildende Kunst Trier e.V., Trier 1995// Wiss. Mitarbeit in der Stadtgalerie Saarbrücken, 1995// Deutsches Architekturmuseum Frankfurt am Main, 1994.
Als Mitherausgeberin des Zeitschrift Frauen Kunst Wissenschaft (heute FKW // Zeitschrift für Geschlechterforschung und Visuelle Kultur) war sie von 1994 bis 2006 tätig.
Von 2008 bis 2010 war sie Wissenschaftliche Leiterin des Ausstellungs- und Bildungszentrums Vogelsang IP gemeinnützige GmbH, Schleiden-Gmünd.
Von 2001 bis 2011 nahm sie Lehraufträge und Vertretungsprofessuren an verschiedenen Hochschulen wahr, u. a. an der Universität Trier, der TU München, der Justus-Liebig-Universität Gießen, der Carl von Ossietzky Universität Oldenburg, der Universität des Saarlandes und der Universität zu Köln.

## Publikationen (Auswahl)

### Buchpublikationen
- Vogelsang. Ein Begleitheft durch die ehemalige NS-Ordensburg [zus. mit F.A. Heinen]. Düsseldorf 2010
- Der Westwall: Bild und Mythos. Imhof – Zeitgeschichte. Petersberg 2009, ISBN 978-3-86568-365-6
- Neue Architektur in Deutschland. Imhof – Architekturgeschichte. Petersberg 2008, ISBN 978-3-86568-358-8
- Hans Scharouns Architekturzeichnungen aus der Zeit von 1939 bis 1945. Frankfurt/M., Berlin u. a. 1994 (=Dissertationsschrift). ISBN 978-3-631-46725-1

### Herausgeberschaften
- Mit der Zeit. Von der Werkkunstschule zur Hochschule: 100 Jahre Modedesign in Trier, Christina Threuter, Sarah Weisman (Hrsg.). Trier 2022
- Wilde Dinge in Kunst und Design. Aspekte der Alterität seit 1800, hg. v. Gerald Schröder u. Christina Threuter. Bielefeld 2017, ISBN 978-3-8376-3585-0
- Abreißen oder Gebrauchen? Nutzerperspektiven einer 50er Jahre Architektur. Christina Threuter, Heidi Helmhold (Hrsg.). Berlin 2012, ISBN 978-3-86859-126-2
- Erinnerungsräume: Topographien des Krieges. Hrsg. von Anna Bulanda-Pantalacci, Christina Threuter. Katalogbuch zur Ausstellung. Trier 2008, ISBN 978-3-89890-133-8
- Konstantin der Große. Gabriele D. Grawe, Ralf Grüssinger, Eckart Köhne, Christina Threuter. Kinderbuch zur Ausstellung „Konstantin der Große“, Trier 2007. Petersberg 2007, ISBN 978-3-86568-247-5
- Visuelle Repräsentanz und soziale Wirklichkeit. Bild, Geschlecht und Raum in der Kunstgeschichte. Festschrift für Ellen Spickernagel. Hrsg. von Christiane Keim, Ulla Merle, Christina Threuter. Herbolzheim 2001, ISBN 978-3-8255-0335-2
- Gute Stube, Gute Form - Neues Heim, Neue Heimat. Vom Bauhaus zur Produkt- und Objektkultur in den 50ern. Gabriele D. Grawe, Christina Threuter (Hrsg.). Ausstellungskatalog. Trier 2000, ISBN 978-3-929392-01-2
- Um-Ordnung. Angewandte Künste und Geschlecht in der Moderne. Cordula Bischoff, Christina Threuter (Hrsg.). Marburg 1999, ISBN 978-3-89445-248-3
- Projektionen. Rassismus und Sexismus in der Visuellen Kultur. Annegret Friedrich, Birgit Haehnel, Viktoria Schmidt-Linsenhoff, Christina Threuter (Hrsg.). Marburg 1997, ISBN 978-3-89445-217-9

### Mitherausgeberin der (Halbjahres-)Zeitschrift Frauen Kunst Wissenschaft von 1994 bis 2006 (Jonas Verlag, Marburg)
Redaktion der Hefte:
- Kunst-Szenen. Zwischen Einspruch und Anspruch. Frauen Kunst Wissenschaft, Heft 18 (November), Marburg 1994.
- Schwulen- und Lesben-Studien in den Kunst- und Kulturwissenschaften. Frauen Kunst Wissenschaft, Heft 21 (Mai), Marburg 1996. (zus. mit Anja Baumhoff, Linda Hentschel, Angela Rosenthal)
- RaumStationen; kunst- und kulturwissenschaftliche Studien zu Raum und Geschlecht. Frauen Kunst Wissenschaft, Heft 22 (Dezember), Marburg 1996. (zus. mit Christiane Keim)
- xx|xy|xxl. Alternative Körper. Frauen Kunst Wissenschaft, Heft 29 (Juli), Marburg 2000. (zus. mit Angela Rosenthal)
- Netz|Haut|Nah. Frauen Kunst Wissenschaft, Heft 30 (Dezember), Marburg 2000. (zus. mit Angela Rosenthal)
- Plädoyers für eine „interessengeleitete Kunst“ (Geschichte). Festschrift für Irene Below, Frauen Kunst Wissenschaft, Heft 34 (Dezember), Marburg 2002 (zus. mit Anja Baumhoff, Christiane Keim, Birgit Thiemann)
- Heimat-Räume. Beiträge zu einem kulturellen Topos. Frauen Kunst Wissenschaft, Heft 37 (Juli), Marburg 2004 (zus. mit Christiane Keim)

### Aufsätze (Auswahl)
- „Lass dir mal die Haare schneiden!“ Lange Haare in den 1960er Jahren als Zeichen des jugendkulturellen Protests und des männlichen Selbstverständnisses. In: Hair Politics. Künstlerische und ästhetische Perspektiven auf Bildpolitiken von Haaren, Alexandra Karentzos, Alma-Elisa Kittner, Jörg Petri (Hrsg.). Querformat. Zeitschrift für Zeitgenössisches, Kunst und Populärkultur, Heft 8, Bielefeld 2022
- „Lieber nackt als im Pelz?“ Hybride Körper in der Mode. In: Mit der Zeit. Von der Werkkunstschule zur Hochschule: 100 Jahre Modedesign in Trier, Christina Threuter, Sarah Weisman (Hrsg.), Trier 2022
- Bunker-wohnen: Der Körper als Leitbild der Raumerfahrung. In: Re: Bunker – Sedimente von Geschichte(n). Hrsg. v. Mona Schieren, Katrin von Maltzahn. Argobooks Berlin 2019, S. 112–123.
- Stubentiger: Tierfelle als kolonialkulturelle Trophäen im Wohnen. In: Heim-Tier. Tier-Mensch-Beziehungen im Wohnen, Hrsg. v. Silke Förschler, Christiane Keim, Astrid Silvia Schönhagen. Bielefeld 2019, S. 219–240.
- Wilde Dinge in Kunst und Design. Aspekte der Alterität seit 1800 (zusammen mit Gerald Schröder), in: Wilde Dinge in Kunst und Design. Aspekte der Alterität seit 1800, Hrsg. v. Gerald Schröder u. Christina Threuter, Bielefeld 2017, S. 8–28.
- Federköpfe: Wilde Dinge der Mode. In: Wilde Dinge in Kunst und Design. Aspekte der Alterität seit 1800. Hrsg. zus. mit Gerald Schröder. Bielefeld 2017, S. 190–205.
- Raum, Affekt und Geschlecht: Eine Analyse des Architekturfilms „Loos ornamental. Architektur als Autobiographie“ von Heinz Emigholz. In: Architektur im Film. Korrespondenzen zwischen Film, Architekturgeschichte und Architekturtheorie. Christiane Keim, Barbara Schrödl (Hrsg.). Bielefeld 2015, S. 215–229.
- Eine Architektur der Einfühlung: Eileen Grays Wohnhaus E.1027. In: Die Sinnlichkeit des Sozialen. Wahrnehmung und materielle Kultur. Hrsg. v. Hanna Katharina Göbel und Sophia Prinz. Bielefeld 2015, S. 177–193.
- „Ausschlüsse des Unerwarteten: Herlinde Koelbls Fotobuch „Das deutsche Wohnzimmer“ 1980“. In: Wohnen zeigen!. Modelle und Akteure des Wohnens in Architektur und visueller Kultur. Irene Nierhaus, Andreas Nierhaus (Hrsg.). Bielefeld 2014, S. 303–320.
- Die „Ordensburg Vogelsang“. Architektur und Plastik im Dienst der nationalsozialistischen Körperpolitik. In: Festschrift 125 Jahre Eifelverein (1888 – 2013), Band 2, Die Eifel – Beiträge zu einer Landeskunde. Hrsg. von Wolfgang Schmid. Trier 2013, S. 197–214.
- 1950er Jahre Architektur und Bunkerräume: Das System der demokratischen Architektur als kollektive Praxis. In: Abreißen oder Gebrauchen? Nutzerperspektiven einer 50er Jahre Architektur. Hrsg. zus. mit Heidi Helmhold. Berlin 2012, S. 132–143.
- „Urban Body“: Ein Leichentuch für Ground Zero. In: Das „letzte Hemd“. Zur Konstruktion von Tod und Geschlecht in der materiellen und visuellen Kultur. Hrsg. v. Karen Ellwanger, Traute Helmers, Heidi Helmhold, Barbara Schrödl. Bielefeld 2010, S. 215–238.
- Nackte Helden: Die „Ordensburg Vogelsang“ und das Gedächtnis der Bilder. In: „Fackelträger der Nation“. Elitebildung in den NS-Ordensburgen. Hrsg. v. vogelsang ip gemeinnützige GmbH. Köln, Weimar, Wien 2010, S. 95–119.
- Lebendige Landschaften? Bilder von der Natur des Westwalls. In: Erinnerungsräume: Topographien des Krieges. Anna Bulanda-Pantalacci, Christina Threuter (Hrsg.). Katalogbuch zur Ausstellung. Trier 2009, S. 34–45.
- Architektur, Erinnerung und Raum (zus. mit Christiane Keim). In: Erinnerungsräume: Topographien des Krieges. Anna Bulanda-Pantalacci, Christina Threuter (Hrsg.). Katalogbuch zur Ausstellung. Trier 2009, S. 16–21.
- Ausgerechnet Bananen: Die Ornamentfrage bei Adolf Loos oder Die Evolution der Kultur (überarbeitete Fassung von 1999). In: Pattern Project: Ornament. Spiegel subatomarer Welten. Ausstellungskatalog/Dokumentation. Hrsg. v. Gertrud Schrenk. Mannheim 2007, S. 69–76.
- Häusliches Glück: Maria Sèthe, Henry van de Velde und Haus Bloemenwerf. In: Geschlechterleben im Wandel. Zum Verhältnis von Arbeit, Familie und Privatsphäre. Julia Reuter, Katja Wolf (Hrsg.). Tübingen 2006, S. 67–84.
- Stoffwechsel: Architektur als Bild. In: From outer space: Architekturtheorie außerhalb der Disziplin. Wolkenkuckucksheim, 10. Jg., Heft 1, September 2006[2]
- La nueva ropa del Artista: Maria Sèthe, Henry van de Velde y la Questión del moderno self-fashioning. In: RA. Revista de Arquitectura (Escuela Técnica Superior de Arquitectura. Universidad de Navarra) Junio 2005, S. 31–40.
- Frida Kahlo und Diego Rivera. In: Schönheit und Schmerz. Die Bildwelt der Frida Kahlo. Heike Radeck (Hrsg.). Hofgeismarer Protokolle 336. Evangelische Akademie Hofgeismar 2005, S. 67–81.
- Sophie Taeuber: Die Repräsentation der Künstlerin im Konzept des „befreiten Wohnens“. In: Wohnformen und Lebenswelten im interkulturellen Vergleich. Hrsg. v. Magdalena Droste, Adolf Hoffmann. Frankfurt a. M., Berlin u. a. 2004, S. 187–198.
- Die begehrten Körper der Bildhauerin Milly Steger. In: Gender – Perspektiven. Interdisziplinär – transversal – aktuell. Hrsg. von Christel Baltes-Löhr, Karl Hölz. Frankfurt am Main, Berlin u. a. 2004, S. 79–99.
- Willkommen zuhause im Global Village? Ein Beitrag über zeitgenössische künstlerische Strategien der Häuslichkeit. In: Die Freiheit der Anderen. Festschrift für Viktoria Schmidt-Linsenhoff. Hrsg. v. Annegret Friedrich. Marburg 2004, S. 287–298.
- Die Authentizität des Privaten: Die virtuellen Räume des Wohnhauses E.1027 von Eileen Gray. In: räumen. Baupläne zwischen Raum, Visualität, Geschlecht und Architektur. Hrsg. von Irene Nierhaus, Felicitas Koneczny. Wien 2002, S. 293–313.
- Eileen Gray, Le Corbusier und die phantasmatischen Räume der Oda-Liske E.1027. In: Kunst und Politik. Jahrbuch der Guernica Gesellschaft. Schwerpunkt: „Postkolonialismus“. Hrsg. v. Viktoria Schmidt-Linsenhoff. Band 4, Osnabrück 2002, S. 49–62.
- Künstler machen Kleider - Kleider machen Künstler. Maria Sèthe, Henry van de Velde und die Reform der Damenmode. In: Visuelle Repräsentanz und soziale Wirklichkeit. Bild, Geschlecht und Raum in der Kunstgeschichte. Festschrift für Ellen Spickernagel. Hrsg. von Christiane Keim, Ulla Merle, Christina Threuter. Herbolzheim 2001, S. 66–81.
- „organisches Bauen“ versus „nationaler Stil“. Hans Scharoun und das Scheitern seiner Tätigkeit in der DDR. In: Holger Barth (Hg.): Zur Grammatik sozialistischer Architekturen. Lesarten historischer Städtebauforschung zur DDR. Berlin 2001, S. 279–292.
- Ausgerechnet Bananen: Die Ornamentfrage bei Adolf Loos oder Die Evolution der Kultur. In: Um-Ordnung, Angewandte Künste und Geschlecht in der Moderne. Cordula Bischoff, Christina Threuter (Hrsg.), Marburg 1999, S. 106–117.
- Frida Kahlo und Diego Rivera: Haus und Körper als Orte der Inszenierung nationaler Identität. In: Frauen Kunst Wissenschaft, Eins und Eins - das macht zwei? Kritische Beiträge zum Künstlerpaar, Heft 25, Marburg 1998, S. 57–70.
- Lubaina Himid: Black Woman Artist. In: Projektionen. Rassismus und Sexismus in der Visuellen Kultur. Annegret Friedrich, Birgit Haehnel, Viktoria Schmidt-Linsenhoff, Christina Threuter (Hrsg.), Marburg 1997, S. 230–242.

Quellen: 